# Мътнишки манастир
Мътнишкият манастир „Свети Николай“ е православен манастир в България.

## Местоположение
Разположен е край Мътнишкия карстов извор в подножието на Врачанския планински дял от Западна Стара планина. Намира се на около 5 км западно от село Бели извор, община Криводол. До манастира се стига до първокласен път Е 79 на югоизток до град Враца (16,5 км) и на северозапад – до гр. Монтана (24 км).

## История
Не е известно кога е основан, през XIX век е възстановен и понастоящем е изоставен. Към есента на 2009 г. е необитаем, църквата е заключена (извършват са реставрациони работи). Църквата е била обект на варварски посегателства на иманяри. Жилищната сграда е в развалини, като само едно помещение от нея е вероятно използваемо.
Манастирът представлява комплекс от черква с висока квадратна камбанария над входа и жилищна сграда. В съседство се намират останките от средновековна базилика. Обявен е за паметник на културата.

## Храмов празник
- 6 декември - Никулден